# Leptodermis oblonga
Leptodermis oblonga är en måreväxtart som beskrevs av Aleksandr Andrejevitj Bunge. Leptodermis oblonga ingår i släktet Leptodermis och familjen måreväxter. Inga underarter finns listade i Catalogue of Life.